# Dictyochaeta eucalypti
Dictyochaeta eucalypti är en svampart som först beskrevs av B. Sutton & Hodges, och fick sitt nu gällande namn av Aramb. & Cabello 1989. Dictyochaeta eucalypti ingår i släktet Dictyochaeta och familjen Chaetosphaeriaceae.   Inga underarter finns listade i Catalogue of Life.